# Les Bans
Les Bans is een berg in het Franse Pelvouxmassief met een hoogte van 3669 meter. Het ligt op de grens van de departementen Hautes-Alpes en Isère in het Nationaal park Les Écrins.
De drie belangrijkste toppen zijn:
- de zuidelijke top (3669 m)
- de noordwestelijke top (3630 m)
- de noordelijke top (3662 m)

## Galerie

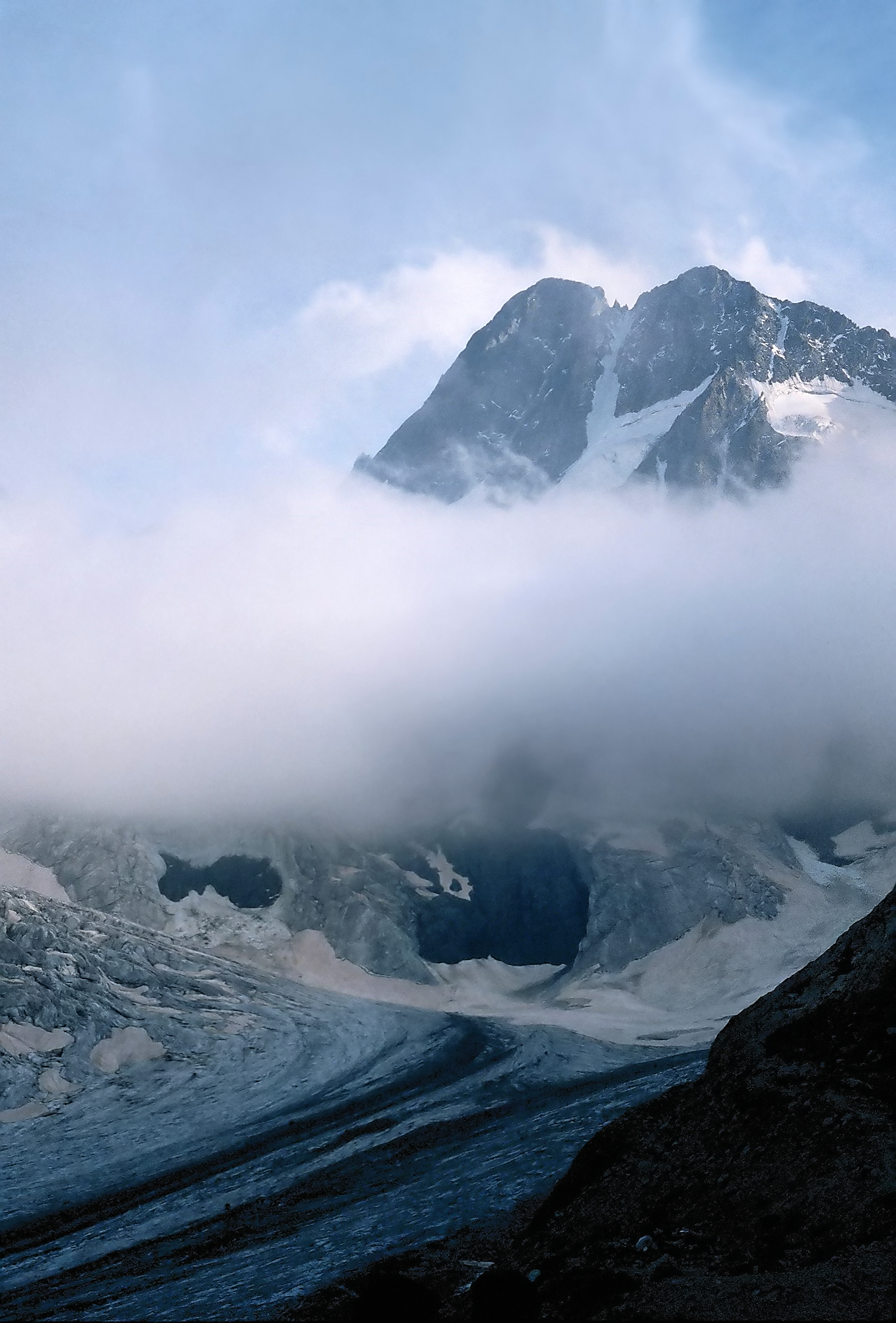
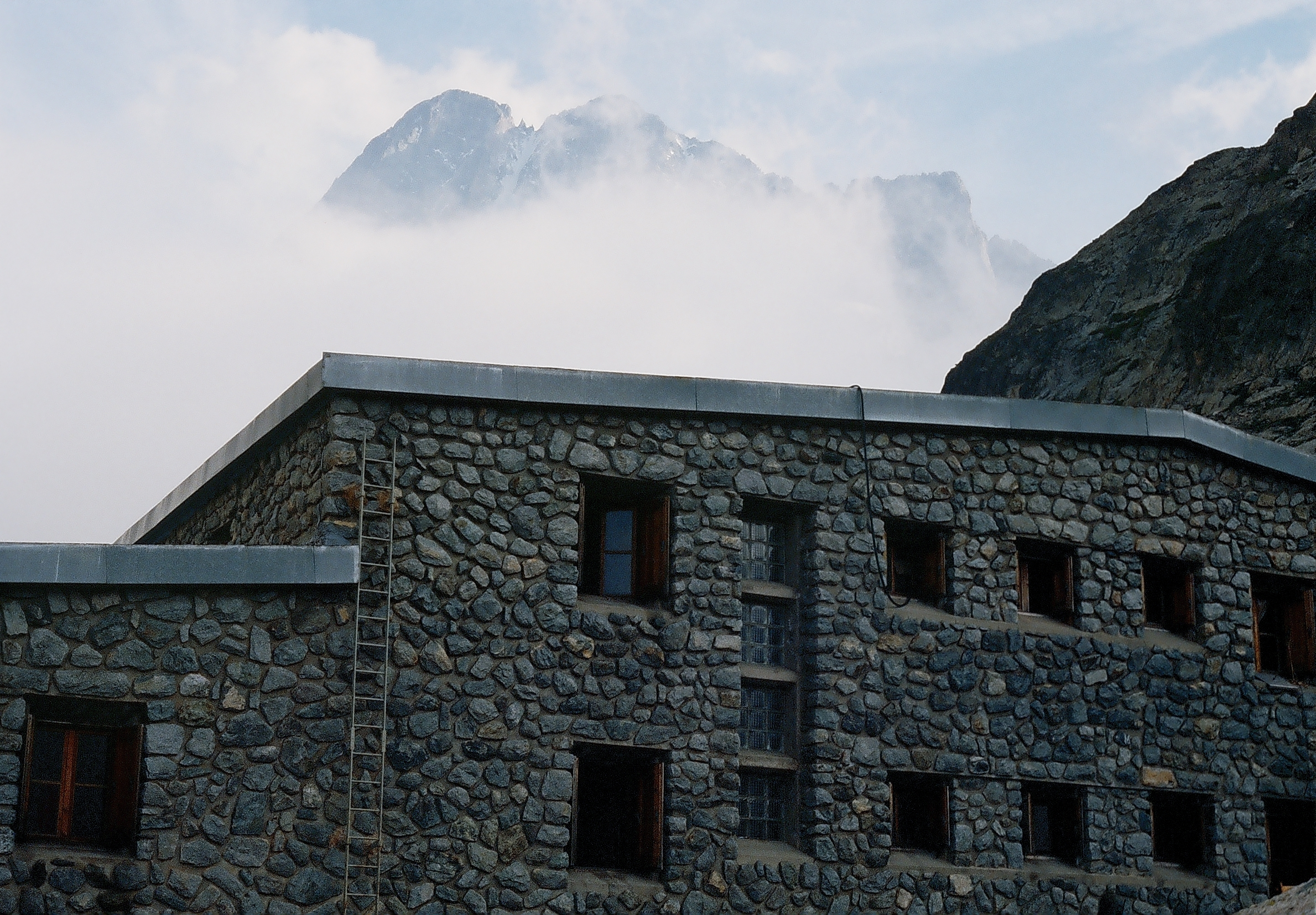